# التحام ملاطي
التحام ملاطي (بالإنجليزية: Concrescence) هو حالة من حالات الأسنان إذ يغطي الملاط جذور سنين على الأقل معًا. وعادًة تشمل سنين فقط. الأسنان الأكثر إصابة هي الأضراس العلوية الثانية والثالثة.  معدل الانتشار 0.04%. 

## العلامات والأعراض
- مشاكل الإطباق التي تسبب عض الخد والقروح المؤلمة.
- قد تواجه الأسنان المصابة صعوبة في البزوغ أو قد لا تبزغ بشكل كامل.

- قد يسبب تدميرًا موضعيًا للثة بسبب العوامل المسببة للأمراض. [3]
- قد يسبب كسر الحدبة (نتوء عظمي) أو أرضية الجيب الفكي العلوي.

## السبب
تنشأ هذه الحالة نتيجة لإصابة مؤلمة أو اكتظاظ الأسنان.  يحدث التحام ملاطي حقيقي خلال مرحلة تكوين الجذر، بينما يحدث الالتحام المكتسب بعد اكتمال نمو المرحلة الجذرية. 

## التشخيص
يكون التشخيص صعب سريريًا. إذ يمكن أن تساعد الأشعة السينية المأخوذة بزوايا مختلفة في الكشف عن الالتحام الملاطي.  والفحص النسيجي للأسنان المقلوعة يمكن أن يؤكد تشخيص الحالة. 

## العلاج
إذا كانت الحالة لا تؤثر على المريض، فلا داعي للعلاج. يمكن إعادة تشكيل السنين الملتحمين واستبدالهما بتيجان كاملة. ومع ذلك، إذا كانت الأسنان تعاني من مشاكل متكررة أو غير قابلة للترميم أو ألم، فيجب الأخذ بنظر الإعتبار في قلع الأسنان المصابة.   